# Margarornis squamiger
Corre-ramos-perlado ou trepador-perlado (Margarornis squamiger) é uma espécie de ave da família Furnariidae.
Pode ser encontrada nos seguintes países: Argentina, Bolívia, Colômbia, Equador, Peru e Venezuela.
Os seus habitats naturais são: regiões subtropicais ou tropicais húmidas de alta altitude.